# Kalmar IBK
Kalmar IBK är Kalmars äldsta innebandyklubb. Föreningen grundades 1988, av Henrik Winskog, Magnus Bruhn, Johan Runemo, Anders Johansson och Göran Blomkvist.
Föreningen har inför säsongen 2011/2012 cirka 50 aktiva medlemmar.